# Муслиманска национална војна организација
Муслиманска национална војна организација била је четничка милиција муслимана из Босне и Херцеговине.

## Историја
Настала је када су четници учврстили своју власт у источној Босни и Херцеговини, јужно од линије Вишеград-Сарајево. Тада су четници могли да воде активнију политику према муслиманима. Дотична политика била је одвраћање муслимана од сила осовине, а посебно од НДХ. Разлог је тај што се од првих дана рата велики број муслимана приклонио Осовини. Будући да је то била јака страна, муслимани су постали активни фактор, а православци пасивни политички фактор. Није било стварне политике, већ низа масовних ратних злочина. Четничка политика према муслиманима наводно је ишла у прилог „једнаком суживоту у будућности, обновљена Краљевина Југославија“. Како је четничка надмоћ уз италијанску помоћ створила нове односе, мноштво муслимана стало је на страну новог јачег партнера. Убрзо су основали многе муслиманске четничке јединице. Може се претпоставити да је нови став био опортунистички, само номинално на једној страни. Али њихови вође били су идеалисти, попут Алије Коњхоџића. Крајем 1942. идеалистичке вође основале су Муслиманску националну војну организацију. 31. децембра 1942. године одржали су састанак у Калиновику са којег су упутили честитку Дражи Михаиловићу. Командант истакнутог дела Врховне команде, четнички мајор Захарије Остојић, пренео је садржај ове две летке 5. јануара 1943. године. Дистриктом Чајника дистрибуирали су их мајор Фехим Мусакадић и др Исмет Поповац. Муслиманска национална војна организација је Резолуцију послала лично Дражи Михаиловићу. Резолуција Муслиманске националне војне организације под својим тачкама наводи да су „муслимани Босне и Херцеговине и цијеле државе саставни дио Србије“, да осуђују усташке злочине „који су узрок свег зла међу једнокрвном српском браћом православне и муслиманске вјере“, да осуђују све муслимане, који су се придружили усташама, као и муслиманске официре и подофицире који су прекршили заклетву краљу и пришли поглавнику Павелићу итд. Такође је у Резолуцији ИНГО дефинисан као саставни део четничког покрета под командом Драже Михаиловића. Они су истакли да је циљ покрета и борбе „снажна сарадња Срба обе вере у борби за краља и отаџбину, у циљу стварања националне државе под краљем Петром II на принципима демократије и социјалне правде у којој ће муслимани бити равноправни грађани ...“.